# Ниннеска (река)
Ниннеска (англ. Ninnescah River) — река на юге штата Канзас (США), правый приток реки Арканзас. Длина реки составляет 93 км.

## География
Река Ниннеска образуется в округе Седжуик (Канзас), на высоте 398 м, при слиянии рек Норт-Форк-Ниннеска (North Fork Ninnescah River) и Саут-Форк-Ниннеска (South Fork Ninnescah River). После этого река течёт в юго-восточном направлении, протекая по округам Седжуик и Самнер (Канзас). Она впадает в реку Арканзас на высоте 351 м, в нескольких километрах к северу от города Оксфорд.
Площадь водосборного бассейна реки Ниннеска — 5867 км². Он включает в себя бассейны рек Норт-Форк-Ниннеска (протекающей по округам Кингмен, Стаффорд, Рино и Седжуик) и Саут-Форк-Ниннеска (протекающей по округам Пратт, Кингмен и Седжуик).
Средний расход воды в районе населённого пункта Пек — 8,01 м³/c (данные 2022 года).

## Фауна
В реке Ниннеска водятся длиннорылый панцирник (Lepisosteus osseus), доросомы (Dorosoma), перцины (Percina), Etheostoma spectabile, Percina phoxocephala, Pimephales vigilax, Pimephales notatus, Cyprinella lutrensis, Notropis stramineus, Macrhybopsis storeriana, Macrhybopsis tetranema, Carpiodes carpio, зелёный солнечник (Lepomis cyanellus), синежаберный солнечник (Lepomis macrochirus), чёрный краппи (Pomoxis nigromaculatus), большеротый окунь (Micropterus salmoides), Fundulus kansae, канальный сомик (Ictalurus punctatus), оливковый сомик (Pylodictis olivaris) и другие рыбы.
В районе реки водятся 10 видов лягушек и жаб, два вида саламандр, 9 видов змей, 8 видов черепах, 5 видов прибрежных птиц, а также бобры.

## История
Наиболее ранними из известных обитателей долины реки Ниннеска были палеоиндейцы фолсомской традиции, которые охотились в этих краях на бизонов. Затем, около 1500—1700-х годов, в районе реки жили индейцы уичита, а перед приходом европейцев — кайова. Около 1830 года в районе реки Ниннеска начали появляться поселенцы европейского происхождения. С 1867 года через долину реки проходила тропа, по которой перегоняли скот из Техаса в канзасский Абилин.
Название «Ниннеска» произошло от фразы на языке осейдж, означающей «хорошая родниковая вода» (англ. good spring-water).